# Wereldkampioenschap schaken 1937
Het Wereldkampioenschap schaken 1937 was een tweekamp tussen Max Euwe, de regerend wereldkampioen en Aleksandr Aljechin, zijn uitdager. De partijen van het kampioenschap werden gespeeld van 5 oktober 1937 tot en met 4 december 1937 op verschillende plaatsen in Nederland. Alexandr Aljechin wist zijn titel terug te veroveren.

## Geschiedenis
Voor de Tweede Wereldoorlog werkte het Wereldkampioenschap schaken op basis van een uitdaagsysteem. De zittend wereldkampioen moest met een uitdager overeenkomen onder welke voorwaarden hij zijn wereldtitel op het spel wilde zetten.
Op grond van de overeenkomst die Euwe en Aljechin sloten in aanloop op het Wereldkampioenschap schaken 1935, had Aljechin het recht om, bij verlies van de titel, Euwe uit te dagen voor een revanche. Van dat recht maakte hij gebruik.
Euwe en Aljechin kwamen overeen om de partijen net als in 1935 te laten plaatsvinden in verschillende Nederlandse steden. Als speelsteden werden gekozen: Amsterdam, Den Haag, Rotterdam, Haarlem, Groningen, Leiden, Delft en Zwolle. De Amsterdamse partijen werden afgewerkt in Krasnapolsky.
Het was het laatste Wereldkampioenschap schaken voor de Tweede Wereldoorlog. Het was tevens het laatste Wereldkampioenschap schaken waar de titelhouder de voorwaarden kon bepalen waaronder de wedstrijden gespeeld werden. Na de oorlog nam de FIDE de organisatie van het wereldkampioenschap in handen.

## Uitslag
De eerste speler die zes partijen zou winnen en minimaal 15 punten zou scoren, werd kampioen. 
De strijd ging op en neer. Euwe begon sterk en stond na vijf partijen op 1 punt voorsprong. In de vijf partijen daarna scoorde Aljechin 4½ om een ruime voorsprong te nemen, die Euwe in partij 13 t/m 17 terugbracht tot 1 punt. Aljechin zette vanaf partij 21 de eindsprint in en wist al in de 25e partij het kampioenschap te beslissen. 
|                    | 1 | 2 | 3 | 4 | 5 | 6 | 7 | 8 | 9 | 10 | 11 | 12 | 13 | 14 | 15 | 16 | 17 | 18 | 19 | 20 | 21 | 22 | 23 | 24 | 25 | Aantal winst | Punten |
| ------------------ | - | - | - | - | - | - | - | - | - | -- | -- | -- | -- | -- | -- | -- | -- | -- | -- | -- | -- | -- | -- | -- | -- | ------------ | ------ |
| Alexander Aljechin | 0 | 1 | ½ | ½ | 0 | 1 | 1 | 1 | ½ | 1  | ½  | ½  | 0  | 1  | ½  | ½  | 0  | ½  | ½  | ½  | 1  | 1  | ½  | 1  | 1  | 10           | 15½    |
| Max Euwe           | 1 | 0 | ½ | ½ | 1 | 0 | 0 | 0 | ½ | 0  | ½  | ½  | 1  | 0  | ½  | ½  | 1  | ½  | ½  | ½  | 0  | 0  | ½  | 0  | 0  | 4            | 9½     |